# Śmidzięcino
Śmidzięcino [pronunciación en polaco: /ɕmid͡ʑenˈt͡ɕinɔ/] (en alemán: Schmidtenthin) es un asentamiento ubicado en el distrito administrativo de Gmina Ostrowice, dentro del condado de Drawsko, Voivodato de Pomerania Occidental, en el noroeste de Polonia. Se encuentra a unos 11 kilómetros este de Ostrowice, a 27 kilómetros al noreste de Drawsko Pomorskie, y a 107 kilómetros al este de la capital regional Szczecin.